# Coina
Coina é uma povoação portuguesa do Município do Barreiro que foi sede da extinta Freguesia de Coina, freguesia que tinha 6,67 km² de área, 1722 habitantes (2011) e, por isso, uma densidade populacional de 258,2 hab/km². Faz parte do Distrito de Setúbal.
Em 2013, a Freguesia de Coina foi agregada à Freguesia de Palhais para formar a União das Freguesias de Palhais e Coina com sede em Palhais.
Coina foi vila e sede de concelho entre 1516 e o início do século XIX, quando foi integrada no também extinto concelho de Alhos Vedros. O concelho era constituída apenas pela freguesia da sede e tinha, em 1801, 248 habitantes.

## Património
- Real Fábrica de Vidros de Coina
- Capela de Nossa Senhora dos Remédios (Coina)
- Palácio de Coina ou “Castelo do Rei do Lixo”
- Moinho de Maré, séc. XV
- Fornos de cal, séc. XVIII
- Pelourinho de Coina
- Património Natural - Sapal do rio Coina e parte da Mata Nacional da Machada

## População
| População da freguesia de Coina | População da freguesia de Coina | População da freguesia de Coina | População da freguesia de Coina | População da freguesia de Coina | População da freguesia de Coina | População da freguesia de Coina | População da freguesia de Coina | População da freguesia de Coina | População da freguesia de Coina | População da freguesia de Coina | População da freguesia de Coina | População da freguesia de Coina | População da freguesia de Coina | População da freguesia de Coina |
| ------------------------------- | ------------------------------- | ------------------------------- | ------------------------------- | ------------------------------- | ------------------------------- | ------------------------------- | ------------------------------- | ------------------------------- | ------------------------------- | ------------------------------- | ------------------------------- | ------------------------------- | ------------------------------- | ------------------------------- |
| 1864                            | 1878                            | 1890                            | 1900                            | 1911                            | 1920                            | 1930                            | 1940                            | 1950                            | 1960                            | 1970                            | 1981                            | 1991                            | 2001                            | 2011                            |
|                                 |                                 |                                 |                                 |                                 |                                 |                                 |                                 |                                 |                                 |                                 |                                 | 1894                            | 1576                            | 1722                            |

Criada pela Lei n.º 135/85, de 4 de Outubro, com lugares das freguesias do Barreiro e Palhais
| Distribuição da População por Grupos Etários | Distribuição da População por Grupos Etários | Distribuição da População por Grupos Etários | Distribuição da População por Grupos Etários | Distribuição da População por Grupos Etários | Distribuição da População por Grupos Etários | Distribuição da População por Grupos Etários | Distribuição da População por Grupos Etários | Distribuição da População por Grupos Etários | Distribuição da População por Grupos Etários |
| -------------------------------------------- | -------------------------------------------- | -------------------------------------------- | -------------------------------------------- | -------------------------------------------- | -------------------------------------------- | -------------------------------------------- | -------------------------------------------- | -------------------------------------------- | -------------------------------------------- |
| Ano                                          | 0-14 Anos                                    | 15-24 Anos                                   | 25-64 Anos                                   | > 65 Anos                                    |                                              | 0-14 Anos                                    | 15-24 Anos                                   | 25-64 Anos                                   | > 65 Anos                                    |
| 2001                                         | 232                                          | 204                                          | 889                                          | 251                                          |                                              | 14,7%                                        | 12,9%                                        | 56,4%                                        | 15,9%                                        |
| 2011                                         | 258                                          | 173                                          | 934                                          | 357                                          |                                              | 15,0%                                        | 10,0%                                        | 54,2%                                        | 20,7%                                        |

Média do País no censo de 2001:  0/14 Anos-16,0%; 15/24 Anos-14,3%; 25/64 Anos-53,4%; 65 e mais Anos-16,4%
Média do País no censo de 2011:   0/14 Anos-14,9%; 15/24 Anos-10,9%; 25/64 Anos-55,2%; 65 e mais Anos-19,0%